# 鄧公
邓公（?—?），《汉书》作“邓先”，汉朝城固人，多奇计。

## 生平
七国之乱，邓公为谒者仆射，上书言军事，谒见汉景帝，说出汉景帝不应杀害晁错。
“吴王为反数十年矣，发怒削地，以诛错为名，其意非在错也。且臣恐天下之士噤口，不敢复言也！”
“夫晁错患诸侯彊大不可制，故请削地以尊京师，万世之利也。计画始行，卒受大戮，内杜忠臣之口，外为诸侯报仇，臣窃为陛下不取也。”
汉景帝拜邓公为城阳中尉。建元年间，汉武帝招贤良，公卿言邓公，当时邓公免官，起家为九卿。一年，谢病免归。

## 家庭
其子邓章在诸公间以脩黄老之言。

## 延伸阅读
[在维基数据编辑]
 《史記/卷101》，出自司馬遷《史記》